# 斯坦利·E·惠特科姆
斯坦利·歐內斯特·惠特科姆（英語：Stanley Ernest Whitcomb，1951年1月23日—）是一名美國物理學家，在2015年9月首次直接偵測到引力波時，他是雷射干涉重力波天文台（LIGO）的首席科學家。

## 生平
1973年，惠特科姆畢業於加州理工學院，取得物理學學士學位。在劍橋大學留學一年後，他成為芝加哥大學的物理研究生，並於1980年取得博士學位。他的論文在羅傑·希爾德布蘭德（Roger Hildebrand）的指導下，研究遠紅外線和次毫米波長的天文學。1980年秋天，惠特科姆成為加州理工學院的助理教授。
惠特科姆於1980年加入引力波研究，並參與早期的實驗工作，證明了進行如此精確測量的可行性。他帶領LIGO實驗室的團隊，設計並試用了第一代全尺寸LIGO探測器。他或多或少地參與了LIGO工作的幾乎每個方面。
基普·索恩和朗納·德瑞福是加州理工學院引力波計畫最早的領導者。惠特科姆、Siu Au Lee、羅伯特·E·斯佩洛（Robert E. Spero）和馬克·赫雷爾德（Mark Hereld）是該計畫最早招募的五位成員。1985年，惠特科姆轉到諾斯洛普公司擔任電子部門的研究工程師，之後成為專案經理。1989年至1991年，他在諾拉光電系統（Loral Electro-Optical Systems）擔任高級系統專家。1991年，他回到LIGO，在主任羅胡斯·歐根·沃格特轄下擔任副主任，沃格特在1987年負責麻省理工學院（萊納·魏斯曾在此研究雷射干涉儀）和加州理工學院之間的聯合LIGO項目。2015年9月，惠特科姆正式從LIGO退休，但仍繼續為該專案做出各種貢獻。
2002年，惠特科姆獲選為美國物理學會會士。2012年，他獲選為美國光學學會會士。他曾獲得多個獎項。2017年，他與 巴里·巴里什共同獲得亨利·德雷伯獎章。2019年，他獲得美國光學學會的C·E·K·米斯獎章。

## 外部連結
- LIGO`s Beginning, Caltech 2016, Interview Barish, Whitcomb
- . YouTube. International Centre for Theoretical Sciences. April 8, 2016.